# 鈴木祐
鈴木 祐（すずき ゆう、1976年 - ）は、日本のサイエンスライター、作家。

## 来歴
慶応義塾大学SFC卒業。卒業後は出版社で編集者として勤務。
仕事柄、不摂生な生活を送っていたこともあり、身長165cmで体重80kgを越えていた。当時、海外で流行していたパレオダイエットを知り得たことがきっかけとなり、ダイエット＆アンチエイジングを行なっていくこととなる。
2013年から仕事に余裕ができるようになり、ブログ「パレオな男」を開設する。投稿内容は健康・心理・科学に関する情報が中心。
2018年には親交が深いメンタリストDaiGoの影響を受け、ニコニコ動画の有料チャンネル「パレオチャンネル」を開設。2日に1回ほどのペースでメールマガジンを投稿している。
近年では多大な情報量が評価され、書籍の執筆活動や講演、商品開発の監修も行っている。

## 人物
新宿区在住、愛称はパレオさん。
16歳の頃から1年間に5000本もの科学論文を読んでいることから「日本一の文献オタク」を自称している。現在では10万本の科学論文の読破と600人を超える海外の学者や専門医へのインタビューを行ったことを明らかにしている。
ブログでは、健康・心理・科学に関する最新の知見を紹介し続け、月間250万PVを達成している。
現在まで手がけた書籍は100冊を超える。
近年はヘルスケアや生産性向上をテーマとした書籍や雑誌の執筆を中心に、科学的なエビデンスの見分け方などを伝える講演、またオンライン上で個人カウンセリングやトレーニング・レッスンを行なっている。

## 著書
- 一生リバウンドしないパレオダイエットの教科書 （扶桑社　2016年11月11日) ISBN 4594075983
- 服用危険 飲むと寿命が縮む薬・サプリ （鉄人社　2018年2月5日) ISBN 4865371125
- 超ストレス解消法 イライラが一瞬で消える100の科学的メソッド （鉄人社　2018年5月22日) ISBN 4865371265
- 最高の体調 ~進化医学のアプローチで、過去最高のコンディションを実現する方法~ （クロスメディア・パブリッシング 2018年7月13日) ISBN 4295402125
- 新装版 パレオダイエットの教科書 （扶桑社 2019年4月19日) ISBN 4594082106
- ヤバい集中力 1日ブッ通しでアタマが冴えわたる神ライフハック45 （SBクリエイティブ 2019年9月20日) ISBN 4797399961
- 科学的な適職 4021の研究データが導き出す、最高の職業の選び方 （クロスメディア・パブリッシング 2019年12月13日) ISBN 4295403741
- まんがでわかる 最高の体調(イラスト：ながみちながる) （クロスメディア・パブリッシング 2020年4月10日) ISBN 4295404098
- ヤバい集中力ノート 365日ブッ通しでパフォーマンスが神がかる（SBクリエイティブ 2020年4月18日) ISBN 978-4815605186
- 不老長寿メソッド 死ぬまで若いは武器になる（かんき出版 2021年2月3日) ISBN 978-4-7612-7530-3
- 無(最高の状態) （クロスメディア・パブリッシング 2021年7月16日) ISBN 978-4295405801
- ヒトが持つ8つの本能に刺さる 進化論マーケティング (すばる舎 2022年8月4日) ISBN 978-4-7991-1039-3
- ＹＯＵＲ　ＴＩＭＥユア・タイム―４０６３の科学データで導き出した、あなたの人生を変える最後の時間術（河出書房新社 2022年10月19日） ISBN 9784309300238
- 運の方程式 チャンスを引き寄せ結果に結びつける科学的な方法（アスコム　2023年2月1日） ISBN 978-4776212010
- 天才性が見つかる 才能の地図（きずな出版　2023年7月26日）ISBN 978-4866632155

## パレオな商品開発室
2018年から「科学の力で心と体を最適化しよう」というコンセプトで立ち上げたの鈴木祐プロデュースブランド。
エビデンスに基づいた商品の開発をおこなっている。
パレオな商品開発室というブランド名はユーザーアンケートで決定した。
商品名や商品パッケージもユーザーアンケートや公募で決定することが多い

### プロダクト
- 「Polyphel(ポリフェル)」アントシアニン含有チュアブル(2019.8)[8]
- 「PALEO FOUS(パレオフォウス)」カフェインサプリ(2020.4.)[9]
- 「NEKONOBIX(ネコノビックス)ブラック」猫背改善Tシャツ(2020.6)[10]、続いてホワイトが発売(2020.11)[11]
- 「Paleotics(パレオティクス)」食物繊維＆乳酸菌のタブレット菓子(2021.3)[12]
- 「Paleo Laven-D(パレオラベンディ)」ラベンダーオイルとビタミンD含有サプリ(2021.8)[13]